# 물리 엔진
물리 엔진(영어: physics engine) 또는 물리 연산 엔진은 강체동역학(충돌 감지 포함), 연체동역학, 유동역학과 같은 단순한 특정 물리 시스템을 최대한 시뮬레이션하려고 하는 컴퓨터 소프트웨어이다. 이 엔진은 컴퓨터 그래픽스, 비디오 게임, 영화 분야에 쓰인다. 주로 비디오 게임에 미들웨어로서 이용되며 실시간으로 시뮬레이션 처리한다. 이 용어는 고성능 과학 시뮬레이션과 같은 물리 현상을 시뮬레이션하기 위한 소프트웨어 시스템을 가리키는 데 쓰이기도 한다. 즉, 컴퓨터 시뮬레이션에서 사실감 있는 물리적 효과를 얻기 위해 사용하는 소프트웨어 프로그램이다.

## 같이 보기
- 하복
- 피직스
- 불릿 물리 엔진
- 소스
- 개리모드